# Дения (футбольный клуб)
«Дения» (исп. CD Dénia) — испанский футбольный клуб из одноимённого города, в провинции Аликанте в автономном сообществе Валенсия. Клуб основан в 1927 году, домашние матчи проводит на стадионе «Диего Мена Куэста», вмещающем 3 000 зрителей. В Примере и Сегунде команда никогда не выступала, лучшим результатом является 5-е место в Сегунде B в сезоне 2009/10.

## Сезоны по дивизионам
- Сегунда B — 5 сезонов
- Терсера — 17 сезонов
- Региональные лиги — 60 сезона

## Достижения
- Терсера
  - Победитель: 2006/07.

## Известные игроки
- Микель Альваро
- Хуанде Рамос